# Tischtennisverband Rheinland

Das Logo des TTVR

Der Tischtennisverband Rheinland e.V. (TTVR) ist ein Zusammenschluss der Tischtennis-Vereine im Rheinland und hat seinen Sitz in Koblenz. Der Verband ist Mitglied des Deutschen Tischtennis-Bund (DTTB), der Dachorganisation der deutschen Tischtennis-Landesverbände.
Der TTVR ist einer von drei Tischtennisverbänden in Rheinland-Pfalz – neben dem Rheinhessischen Tischtennisverband (RTTV) und dem Pfälzischen Tischtennisverband (PTTV). Der TTVR gliedert sich (seit der Strukturreform 1998) in acht Regionen auf: Koblenz/Neuwied, Ahrweiler/Mayen-Cochem-Zell, Nördlicher Westerwald/Altenkirchen, Südlicher Westerwald/Rhein-Lahn, Kreuznach/Birkenfeld, Rhein-Hunsrück, Trier/Wittlich, Eifel. In der Saison 2011/2012 waren 11.585 Spieler in gut 1700 Mannschaften gemeldet. Präsident des TTVR ist seit 2023 Marcel Mareien.
Am 1. Januar 2020 fusionierte der Tischtennisverband Rheinland mit dem Rheinhessischen Tischtennis-Verband (RTTV) zum neuen Gebilde Tischtennisverband Rheinland/Rheinhessen (RTTVR).

## Aufgaben
Der TTVR ist unter anderem verantwortlich für den Mannschaftsspielbetrieb in seinem Einzugsgebiet unterhalb der Oberligen und oberhalb der Kreisligen. Die Herrenmannschaften sind in die folgenden Klassen gegliedert: 1. Rheinlandliga, zwei Gruppen der 2. Rheinlandliga (Nord-Ost und Süd-West), vier Bezirksligen und acht 2. Bezirksligen. Die Damenteams spielen in der 1. Rheinlandliga und darunter in vier Bezirksligen. Alle Aufgaben des TTVR sind in der Satzung festgelegt:
1. Förderung und Verbreitung des Tischtennissports im Verbandsgebiet
2. Vertretung des Tischtennissports im Sportgebiet Rheinland
3. Überwachung des satzungsgemäßen Verhaltens der Mitglieder
4. Durchführung der TT-Verbandsmeisterschaften aller Klassen und anderer offizieller Wettbewerbe des Verbandes
5. Aufstellung von Verbandsranglisten und Förderung der Spitzenspieler und junger Talente
6. Förderung des Leistungs-, Freizeit-, Breiten- und Schulsports
7. Aus-/Fortbildung von Tischtennisübungsleitern und -trainern
8. Schlichtung von Streitigkeiten
9. Überwachung der sportlichen Disziplin und Förderung des sportlichen Gemeinschaftsgeistes
10. Ehrung verdienter Sportler und Mitarbeiter

## Geschichte
Der Tischtennisverband Rheinland wurde am 16. Juli 1949 in Trier gegründet. Erster Präsident des TTVR war Willi Biermann (Trier). In seiner ersten Amtszeit sollte er den Verband noch bis 1950 führen. Dabei hatte es schon vor der Verbandsgründung einige Vereine gegeben, die durch eine erfolgreiche Jugendarbeit von sich reden machten: etwa der FSV Trier-Kürenz, Eintracht 05 Trier, TuS Neuendorf, Grün-Weiß Zewen, SV Morbach und der TuS Hachenburg. Die dort vorhandenen Strukturen erleichterten die Gründung des TTVR. Damals waren auch schon drei Vereine in der höchsten Klasse in Südwestdeutschland, der Oberliga Südwest der Männer, vertreten – nämlich der TTC Gelb-Rot Trier, CfT Sinzig und TTC Deutsches Eck Koblenz.
In den 1960er-Jahren wurde der TTVR in der Oberliga Südwest durch den TTC Wirges und den VfL Kirchen vertreten, ehe sich schließlich der TTC Grün-Weiß Zewen in diese Klasse hocharbeitete und zum höchst spielenden Klub im TTVR avancierte. Seit der Saison 1982/83 ist es der TTC Grenzau, der sich dieses Prädikat sicherte: Seit damals spielt der kleine Stadtteil von Höhr-Grenzhausen in der 1. Bundesliga; 1987 gewann der TTC alle drei Titel: die Deutsche Meisterschaft, den DTTB-Pokal und den Europacup der Landesmeister.
Bei den Frauen fielen in den 1970er-Jahren vor allem der CfT Sinzig und der TTC Olympia Koblenz auf: Beide Vereine waren mit ihren Teams in der zweigeteilten Bundesliga vertreten; Koblenz schaffte es in den Saisons 73/74 und 74/75 sogar ins Finale. Die Position dieser beiden Klubs nahmen dann die TTSG Hargesheim/Rüdesheim, der SV Seenplatte und der MJC Trier ein.
Der TTVR ist als Fachverband im Sportbund Rheinland organisiert und dort einer der größten der heute mehr als 50 Fachverbände. Ab 1959 teilte sich der TTVR mit dem Handballverband einen hauptamtlichen Mitarbeiter. Allerdings wurden die Aufgaben im TTVR ab 1968 deutlich umfangreicher, sodass der Verband eine eigene hauptamtliche Kraft beschäftigte. Seit Januar 1989 arbeiten zwei Personen hauptamtlich für den Tischtennisverband Rheinland.
1989 spürte der TTVR einen deutlichen Mitgliederzulauf. Der Hauptgrund: Jörg Roßkopf und Steffen Fetzner waren soeben in Dortmund Tischtennis-Weltmeister im Doppel geworden, dieser Titelgewinn löste in ganz Deutschland einen Boom aus. Besonders die Jugendabteilungen der TTVR-Vereine freuten sich über viele neue Spieler. Der Verband unterstützte die Jugendarbeit in den Vereinen durch Leistungslehrgänge, Kadertrainings- und Landesstützpunkte. 1985 wurde Lothar Oswald als hauptamtlicher Verbandstrainer eingestellt; er kümmerte sich fortan vor allem um die Schüler- und Jugendarbeit. Zudem war der TTVR sehr stark an der Einrichtung des "Sportzuges Tischtennis" am Sportinternat Heinrich-Heine-Gymnasium in Kaiserslautern beteiligt. Das einstige Pilotprojekt entwickelte sich schnell zu einer anerkannten sportlichen Institution. Anfang der 1990er Jahre wurde in Grenzau ein Bundes- und Olympiastützpunkt errichtet.
In den vergangenen 50 Jahren richtete der TTVR im Dienst des Deutschen Tischtennis-Bundes DTTB eine Vielzahl an nationalen und internationalen Veranstaltungen aus: 1954 etwa das Länderspiel der Frauen gegen Frankreich in Koblenz, 1956 spielten die deutschen Männer in Koblenz gegen Italien, 1972 fand in Bad Kreuznach ein Europaligaspiel gegen Schweden statt. 1982 waren gar die chinesischen Männer in Mülheim-Kärlich zu Gast. Dazu kommen viele Deutsche Meisterschaften und Bundesranglisten, die der TTVR in Neuwied, Hachenburg, Engers, Trier, Koblenz oder Bad Ems für den DTTB organisierte.
Das wohl bekannteste Turnier im TTVR fand allerdings in den 1990er-Jahren jährlich in Trier statt: Am ersten Pfingstwochenende spielten internationale Tischtennis-Stars um den Deutschland-Cup; er hatte sich aus den Trierer Stadtmeisterschaften entwickelt. Veranstaltet wurde der Wettbewerb vom TTC Gelb-Rot Trier, Organisationsleiter war Heinz Guillaume. 1994 betrug das Preisgeld 40.000 Mark, einige Jahre später waren es gar 70.000 Mark; der Sieger bei den Männern bekam davon 20.000 Mark ab. Besonders in den ersten Turnierjahren waren es die gebürtigen chinesischen Stars Yang Jianhua, Chen Xinhua, Johnny Huang, Ma Wenge und Ding Yi, die das Männerturnier dominierten. 1991 durchbrach der Pole Andrzej Grubba diese Phalanx, 1995 gewann der Russe Dmitri Masunow, 1997 der legendäre Schwede Jan-Ove Waldner. Bei den Frauen trugen sich unter anderem Xiu Yanhua, Tong Ling, Ni Xialian, Jing Tian-Zörner und Jie Schöpp in die Siegerliste ein. 1999 wurde das Turnier letztmals durchgeführt.
In der Saison 2011/12 waren im Tischtennisverband Rheinland 11.585 Spieler in rund 1700 Mannschaften gemeldet. Die meisten Spieler davon waren in der Region Koblenz/Neuwied (1779) aktiv, die wenigsten Spieler in der Region Eifel (1021).
Beim außerordentlichen Verbandstag am 26. Oktober 2020 in Dichtelbach beschlossen die Mitglieder eine Fusion der Verbände Tischtennisverband Rheinland (TTVR) und Rheinhessischer Tischtennis-Verband (RTTV) mit Wirkung zum 1. Januar 2020. Das neue Gebilde trägt den Namen Tischtennisverband Rheinland/Rheinhessen (RTTVR).

## Mitglieder- und Vereinsentwicklung
| Mitgliederentwicklung von 1950 bis 1995 |
| --- |
| 30.000 25.000 20.000 15.000 10.000 5.000 03.54619506.14619558.923196010.279196515.012197019.378197523.636198023.123198526.514199026.8791995 |

| Anzahl Vereine seit 1950                                                                                      |
| --- |
| 600 500 400 300 200 100 0148195023219553061960340196541219704251975463198049619855291990528199534920003252005 |

Quellen:
- 1950–1995: 40 Jahre TTVR – Eine Chronik des Tischtennis-Verbandes Rheinland e.V., 1992, Herausgeber: Tischtennis-Verband Rheinland e.V., Koblenz S. 161
- 2001: Zeitschrift tischtennis, 2002/1 S. 11
- 2005: Zeitschrift tischtennis, 2006/1 S. 32–33

## Bisherige Präsidenten
- Willi Biermann (1949–1950)
- Christian Horn (1950–1951)
- Willi Biermann (1951–1956)
- Alfred Theis (1956–1961)
- Lothar Reinmann (1961–1962)
- Alfred Theis (1962–1972)
- Jo Horsch (1972–1988)
- Heinz-Alfred Fuchs (1988–2006)
- Frank Mittnacht (2006–2008)
- Dieter Angst (2008–2015)
- Heinz-Alfred Fuchs (2015–2017)
- Felix Heinemann (2017–2023)
- Marcel Mareien (seit 2023)

## Ehrenpräsident und Ehrenmitglieder
- Ehrenpräsident: Heinz-Alfred Fuchs, Klaus Weber, Markus Baisch
- Ehrenmitglieder: Rolf-Jürgen Feuckert, Erwin Gabel, Manfred Gstettner, Gottfried Brubach, Winfried Gerhard, Karl Born (verstorben), Norbert Geis (verstorben), Manfred Rogge (verstorben)

## Vereine in der 1. und 2. Bundesliga
Das Aushängeschild des TTVR ist zweifellos der TTC Zugbrücke Grenzau: Seit 1982 spielt der Verein aus dem Brexbachtal ununterbrochen in der 1. Tischtennis-Bundesliga der Männer, der jetzigen Tischtennis-Bundesliga (TTBL). Der Verein aus dem Stadtteil von Höhr-Grenzhausen hat seitdem 13 Titel auf nationaler und internationaler Ebene gewonnen. Neben Grenzau spielen auch die Frauen des FSV Kroppach in der 1. Tischtennis-Bundesliga. Seit der Spielzeit 2000/01 ist der Klub aus dem Westerwald im Oberhaus vertreten und wurden seitdem fünfmal Deutscher Meister. Von 1997 bis 2000 war auch die erste Frauenmannschaft des SV Winterwerb in der Bundesliga aktiv; in dieser Zeit spielten dort unter anderem die ehemalige Weltklasse-Abwehrspielerin Jie Schöpp, die vielfachen deutschen Nationalspielerinnen Elke Schall und Kristin Silbereisen. Das dritte derzeit aktive Team aus dem TTVR in der 1. und 2. Bundesliga ist indes die zweite Mannschaft des TTC Grenzau.

## Rheinlandmeisterschaften
Seit der Saison 1945/46 gab es die folgenden Sieger in den Einzelwettbewerben der Rheinlandmeisterschaften:
| Spielzeit | Frauen-Einzel          | Verein                     | Männer-Einzel           | Verein                    |
| --------- | ---------------------- | -------------------------- | ----------------------- | ------------------------- |
| 1945/46   | Lisa Biermann          | FSV Trier-Kürenz           | Franz Guillaume         | FSV Trier-Kürenz          |
| 1946/47   | Lisa Biermann          | FSV Trier-Kürenz           | Franz Guillaume         | FSV Trier-Kürenz          |
| 1947/48   | Lisa Biermann          | FSV Trier-Kürenz           | Heinz Guillaume         | FSV Trier-Kürenz          |
| 1948/49   | Irmgard Schneider      | SV Morbach                 | Franz Guillaume         | FSV Trier-Kürenz          |
| 1949/50   | Irmgard Schneider      | Spvgg Bernkastel-Kues      | Heinz Guillaume         | FSV Trier-Kürenz          |
| 1950/51   | Luzie Göbel            | Eintracht Kreuznach        | Franz Guillaume         | FSV Trier-Kürenz          |
| 1951/52   | Liesel Brenner         | TuS Diez                   | Franz Guillaume         | FSV Trier-Kürenz          |
| 1952/53   | Anneliese Monzel       | TTC Gelb-Rot Trier         | Heinz Guillaume         | FSV Trier-Kürenz          |
| 1953/54   | Lisa Biermann          | TTC Gelb-Rot Trier         | Franz Guillaume         | FSV Trier-Kürenz          |
| 1954/55   | Anneliese Bernard      | TTC Gelb-Rot Trier         | Berni Höber             | Spfr Dernbach             |
| 1955/56   | Annemie Jüncter        | TTC Koblenz                | Franz Guillaume         | TTC Gelb-Rot Trier        |
| 1956/57   | Marlies Lorenz         | Polizei SV Trier           | Berni Höber             | Spfr Dernbach             |
| 1957/58   | Marlies Lorenz         | Polizei SV Trier           | Herbert Meurer          | TuS REI Koblenz           |
| 1958/59   | Gisela Trompeter       | TTC Rheinbrohl             | Rolf Rätsch             | TTC Deutsches Eck Koblenz |
| 1959/60   | Cläre Metternich       | TuS REI Koblenz            | Berni Höber             | TTC Wirges                |
| 1960/61   | Sigrid Jacobs          | TTC Gelb-Rot Trier         | Rudi Schneider          | ESV Engers                |
| 1961/62   | Sigrid Jacobs          | TTC Gelb-Rot Trier         | Rudi Schneider          | ESV Engers                |
| 1962/63   | Sigrid Jacobs          | TTC Gelb-Rot Trier         | Wolfgang Gatzek         | VfL Wehbach               |
| 1963/64   | Evi Ring               | TTC Gelb-Rot Trier         | Berni Höber             | TTC Wirges                |
| 1964/65   | Erika Witt             | Eintracht Trier 05         | Gerd Vondran            | ESV Engers                |
| 1965/66   | Doris Schmidt          | TTC Olympia Koblenz        | Peter Jäger             | TTC Wirges                |
| 1966/67   | Doris Schmidt          | TTC Olympia Koblenz        | Klaus Schütz            | VfL Kirchen               |
| 1967/68   | Hannelore Sommer       | TuS Himmighofen            | Klaus Schmittinger      | TuS Kirchberg             |
| 1968/69   | Hannelore Sommer       | TuS Himmighofen            | Klaus Schmittinger      | TuS Kirchberg             |
| 1969/70   | Hannelore Sommer       | TTC Olympia Koblenz        | Klaus Schütz            | VfB Wissen                |
| 1970/71   | Ruth Richter           | CfT Sinzig                 | Klaus Schütz            | VfB Wissen                |
| 1971/72   | Ruth Richter           | CfT Sinzig                 | Bernd Helfen            | SV Ruwer                  |
| 1972/73   | Christel Schönhofen    | SV Speicher                | Hans-Joachim Heckmann   | TTC Torney                |
| 1973/74   | Ruth Richter           | TTC Olympia Koblenz        | Robert Horsch           | TTC Grün-Weiß Zewen       |
| 1974/75   | Hannelore Dillenberger | TTC Olympia Koblenz        | Robert Horsch           | TTC Grün-Weiß Zewen       |
| 1975/76   | Ruth Richter           | TTC Olympia Koblenz        | Bernd Helfen            | SV Ruwer                  |
| 1976/77   | Hannelore Dillenberger | TTC Olympia Koblenz        | Robert Horsch           | TTC Grün-Weiß Zewen       |
| 1977/78   | Irmtraud Schupp        | TTC Olympia Koblenz        | Robert Horsch           | TTC Grün-Weiß Zewen       |
| 1978/79   | Irmtraud Schupp        | TTC Olympia Koblenz        | Hans-Jürgen Hackenberg  | TTC Grenzau               |
| 1979/80   | Liselotte Marquenie    | MJC Trier                  | Manfred Baum            | TTC Grenzau               |
| 1980/81   | Ursula Kilz            | TSV Hargesheim             | Roland Tedjasukmana     | TTC Grenzau               |
| 1981/82   | Beate Greib            | TTSG Hargesheim            | Roland Tedjasukmana     | TTC Grenzau               |
| 1982/83   | Irene Sunnus           | SV Seenplatte              | Erwin Becker            | TTC Grenzau               |
| 1983/84   | Irene Sunnus           | SV Seenplatte              | Heiner Lammers          | TTC Grenzau               |
| 1984/85   | Karin Zentis           |                            | Jürgen Rebel            | TTC Grenzau               |
| 1985/86   | Irene Sunnus           | SV Seenplatte              | Erwin Becker            | TTC Grenzau               |
| 1986/87   | Ursula Hähner          | SV Seenplatte              | Georg-Zsolt Böhm        | TTC Grenzau               |
| 1987/88   | Antje Bauer            | TB Andernach               | Josef Böhm              | TTC Grenzau               |
| 1988/89   | Bianca Bauer           | EtuS Konz                  | Roland Krmaschek        | TTC Grenzau               |
| 1989/90   | Bianca Bauer           | EtuS Konz                  | Lars Britscho           | VfL Höhr-Grenzhausen      |
| 1990/91   | Melanie Jost           | TuS Rhaunen                | Kay-Andrew Greil        | TTC Grenzau               |
| 1991/92   | Bianca Bauer           | EtuS Konz                  | Sascha Köstner          | TTC Grenzau               |
| 1992/93   | Bianca Bauer           | EtuS Konz                  | Kay-Andrew Greil        | TTC Grenzau               |
| 1993/94   | Tina Fritz             | TTV Andernach              | Ronny Zwick             | TTC Grenzau               |
| 1994/95   | Tina Fritz             | TTV Andernach              | Kay-Andrew Greil        | TTC Grenzau               |
| 1995/96   | Stefanie Henecker      | SV Winterwerb              | Ronny Zwick             | TTC Grenzau               |
| 1996/97   | Stefanie Henecker      | SV Winterwerb              | Markus Hildebrandt      | TTC Grenzau               |
| 1997/98   | Stefanie Henecker      | SV Winterwerb              | Markus Schäfer          | TVB Nassau                |
| 1998/99   | Kristin Silbereisen    | SV Winterwerb              | Ronny Zwick             | TTC Grenzau               |
| 1999/00   | Kristin Silbereisen    | SV Winterwerb              | Thomas Schröder         | TTC Grenzau               |
| 2000/01   | Kristin Silbereisen    | SV Winterwerb              | André Britscho          | TTC Grenzau               |
| 2001/02   | Anke Sessenhausen      | TTF Asbacher Land          | Jörg Schlichter         | TTC Grenzau               |
| 2002/03   | Sonja Lauf             | SG Kirchberg/Rhaunen       | Patrick Baum            | TTC Grenzau               |
| 2003/04   | Andrea Hofmann         | TTF Asbacher Land          | Markus Hildebrandt      | TuS/PSV Ahrweiler         |
| 2004/05   | Andrea Hofmann         | TTF Asbacher Land          | Andreas Greb            | TTC Mündersbach           |
| 2005/06   | Andrea Hofmann         | TTF Asbacher Land          | Markus Hildebrandt      | TVB Nassau                |
| 2006/07   | Marina Frankhauser     | TTF Asbacher Land          | Markus Hildebrandt      | TVB Nassau                |
| 2007/08   | Julia Schmitz          | TuS Kehrig                 | Benjamin Bator          | VfR Simmern               |
| 2008/09   | Anja Schuh             | SG Kirchberg/Rhaunen       | Dieter Buchenau         | FSV Kroppach              |
| 2009/10   | Franziska Paul         | TTC Mülheim/Urmitz/Bahnhof | Benjamin Bator          | VfR Simmern               |
| 2010/11   | Julia Schmitz          | TTC Mülheim/Urmitz/Bahnhof | Dennis Müller           | TTC Grenzau               |
| 2011/12   | Julia Schmitz          | TTC Mülheim/Urmitz/Bahnhof | Pierre Alexander Burger | TTC Grenzau               |
| 2012/13   | Nadine Buchholz        | TV Rübenach                | Yannick Schneider       | TuS Weitefeld-Langenbach  |
| 2013/14   | Annika Feltens         | TTC Mülheim/Urmitz/Bahnhof | Sven Müller             | TTC Grenzau               |
| 2014/15   | Alexandra Schumacher   | ASG Altenkirchen           | Yannick Schneider       | TuS Weitefeld-Langenbach  |
| 2015/16   | Annika Feltens         | TTC Mülheim/Urmitz/Bahnhof | Yannick Schneider       | TuS Weitefeld-Langenbach  |

Seit der Saison 2016/17 werden die Rheinlandmeisterschaften zusammen mit dem Rheinhessischen Tischtennisverband als R.TTV R. Meisterschaften ausgetragen. Es gab dabei folgende Sieger:
| Spielzeit | Frauen-Einzel             | Verein                     | Männer-Einzel     | Verein                   |
| --------- | ------------------------- | -------------------------- | ----------------- | ------------------------ |
| 2016/17   | Layla Eckmann             | TTC Mülheim-Urmitz/Bahnhof | Dennis Müller     | 1. FSV Mainz 05          |
| 2017/18   | Annika Feltens            | TTC Mülheim-Urmitz/Bahnhof | Yannick Schneider | TuS Weitefeld-Langenbach |
| 2018/19   | Annika Koch(geb. Feltens) | TTC Mülheim-Urmitz/Bahnhof | Kevin Eckmann     | VfR Simmern              |
| 2019/20   | Meng Li                   | TTC Mülheim-Urmitz/Bahnhof | Cedric Meissner   | FSV Mainz 05             |
| 2020/21   | ausgefallen               | ausgefallen                | ausgefallen       | ausgefallen              |
| 2021/22   | Katharina Schlangen       | TTC Höchstenbach           | Jonas Christmann  | TG Wallertheim           |
| 2022/23   | Johanna Braun             | TTC Wirges                 | Nicolas Flügel    | TG Wallertheim           |
| 2023/24   | Nadine Mannheim           | TV Rübenach                | Björn Baum        | TG Wallertheim           |
| 2024/25   | Rebecca Matthes           | DJK SV RW Finthen          | Kirill Fadeev     | 1. FSV Mainz 05          |

## Rheinlandranglisten
Die Rheinlandranglisten der Frauen und Männer werden im TTVR seit 1951 ausgetragen. An den Rheinlandranglisten nehmen theoretisch jeweils die besten Spieler des Verbandes teil. Im Unterschied zu den Rheinlandmeisterschaften wird die Rangliste nur im Einzel und gänzlich in Gruppen und ohne K.o.-System ausgespielt. Das heißt: Jeder spielt letztlich gegen jeden, der Leistungsstand wird entsprechend besser abgebildet.
Für die Rheinlandrangliste müssen sich die Spieler durch entsprechende Ergebnisse bei den Regionsranglisten qualifizieren. Einige allerdings sind bereits direkt für die Rheinlandrangliste qualifiziert – aufgrund entsprechend guter Resultate aus dem Vorjahr. Dann gibt es Spieler, die von der Rheinlandrangliste freigestellt sind, weil sie auf Südwest- und Bundesebene entsprechend gute Ergebnisse vorweisen können.
Meist dominierten die Spieler der klassenhöchsten TTVR-Vereine die Rheinlandrangliste. In den 1950er-Jahren gewannen bei den Frauen Lisa Biermann (TTC Gelb-Rot Trier) und Marlies Lorenz (Polizei SV Trier) jeweils zweimal. Bei den Männern trug sich Franz Guillaume (FSV Trier-Kürenz) viermal in die Siegerliste ein. In den 1960er-Jahren war Sigrid Jakobs (TTC Gelb-Rot Trier) und Berni Höber (TTC Wirges) je dreimal erfolgreich. Ende der 1960er- bis Mitte der 1980er-Jahre wurde die Rangliste bei den Frauen zunächst von Hannelore Sommer (5 Siege/TTC Olympia Koblenz) und Irmtraud Schupp (3 Siege/TTC Olympia Koblenz) dominiert, ehe Hannelore Dillenberger (TuS Himmighofen/SV Seenplatte) viermal gewann. Bei den Männern waren in diesem Zeitraum Klaus Schmittinger (TuS Kirchberg), Bernd Helfen (TV Ruwer), Robert Horsch (TTC Grün-Weiß Zewen), Klaus Schütz (VfL Kirchen) zweimal erfolgreich und Manfred Baum (TTC Grenzau) dreimal.
Ab Mitte der 1980er-Jahre hießen die Mehrfachsieger bei den Frauen: Antje Bauer (3 Siege/TB Andernach), Melanie Jost (3 Siege/TuS Rhaunen und TTV Andernach), Petra Steyer (2 Siege/TTV Andernach), Annette Klein (3 Siege/TTV Andernach), Julia Minor (2 Siege/SV Winterwerb), Julia Schmitz (2 Siege/TuS Kehrig und TTC Mülheim-Urmitz/Bhf.), Anja Schuh (2 Siege/SG Kirchberg/Rhaunen und TTC Mülheim-Urmitz/Bhf.).
Überragende Akteurin des letzten Jahrzehntes ist Annika Feltens (TTC Mülheim-Urmitz/Bhf.) mit 5 Siegen in Folge.
Bei den Männern wechselten sich seit Ende der 1970er-Jahre die Bundesligaspieler aus Grenzau und Nassau auf dem ersten Podestplatz ab – ganze 21 Jahre und bis 1999 ging das so. Auffällig ist, dass nach dem Hattrick von Manfred Baum (TTC Grenzau) kein Spieler mehr seinen Titel verteidigen konnte. Allerdings waren Lars Britscho (Grenzau) und Markus Hildebrandt (Nassau) – gewann 2003 zum dritten Mal – je zweimal erfolgreich. Erst Daniel Sporcic vom VfL Höhr-Grenzhausen beendete diese Serie, 2001, zwei Jahre nach seinem ersten Sieg also, gewann er erneut; diesmal im Grenzauer Trikot. Der dominante Akteur in diesem Jahrtausend ist bislang Dennis Müller (TTC Grenzau) mit vier Siegen; Markus Streicher (VfR Simmern) gewann zweimal.
In den letzten Jahren gab es folgende Sieger:
| Spielzeit | Frauen-Einzel         | Verein                     | Männer-Einzel        | Verein                    |
| --------- | --------------------- | -------------------------- | -------------------- | ------------------------- |
| 1953/54   | Lisa Biermann         | TTC Gelb-Rot Trier         | Heinz Guillaume      | TTC Gelb Rot Trier        |
| 1954/55   | Lisa Biermann         | TTC Gelb-Rot Trier         | Franz Guillaume      | SV Eintracht Trier        |
| 1955/56   | Anneliese Bernard     | Polizei SV Trier           | Berni Höber          | Spfr. Dernbach            |
| 1956/57   | Gisela Lehmann        | TTC Rheinbrohl             | Franz Guillaume      | TTC Gelb Rot Trier        |
| 1957/58   | Marlies Lorenz        | Polizei SV Trier           | Berni Höber          | Spfr. Dernbach            |
| 1958/59   | Nicht ausgespielt     |                            | Nicht ausgespielt    |                           |
| 1959/60   | Marlies Lorenz        | Polizei SV Trier           | Rolf Rätsch          | TTC Deutsches Eck Koblenz |
| 1960/61   | Irmgard Trompeter     | TTC Rheinbrohl             | Berni Höber          | TTC Wirges                |
| 1961/62   | Sigrid Jakobs         | TTC Gelb Rot Trier         | Rudi Schneider       | SG Neuwied/Engers         |
| 1962/63   | Sigrid Jakobs         | TTC Gelb Rot Trier         | Wolfgang Gatzek      | VfL Wehbach               |
| 1963/64   | Sigrid Jakobs         | TTC Gelb Rot Trier         | Berni Höber          | TTC Wirges                |
| 1964/65   | Erika Witt            | SV Eintracht Trier         | Berni Höber          | TTC Wirges                |
| 1965/66   | Nicht ausgespielt     |                            | Nicht ausgespielt    |                           |
| 1966/67   | Doris Schmidt         | TTC Olympia Koblenz        | Klaus Schütz         | VfL Kirchen               |
| 1967/68   | Nicht ausgespielt     |                            | Nicht ausgespielt    |                           |
| 1968/69   | Irmtrud Schupp        | TTC Olympia Koblenz        | Klaus Schmittinger   | TuS Kirchberg             |
| 1969/70   | Hannelore Sommer      | TTC Olympia Koblenz        | Klaus Schmittinger   | TuS Kirchberg             |
| 1970/71   | Hannelore Sommer      | TTC Olympia Koblenz        | Klaus Schütz         | VfL Kirchen               |
| 1971/72   | Hannelore Sommer      | TTC Olympia Koblenz        | Eberhard Gallmeister | VfB Wissen                |
| 1972/73   | Ruth Richter          | CfT Sinzig                 | Bernd Helfen         | TV Ruwer                  |
| 1973/74   | Ruth Richter          | TTC Olympia Koblenz        | Bernd Helfen         | TV Ruwer                  |
| 1974/75   | Hannelore Sommer      | TTC Olympia Koblenz        | Robert Horsch        | TTC Grün-Weiß Zewen       |
| 1975/76   | Irmtraud Schupp       | TTC Olympia Koblenz        | Robert Horsch        | TTC Grün-Weiß Zewen       |
| 1976/77   | Hannelore Sommer      | TTC Olympia Koblenz        | Klaus Schütz         | VfL Kirchen               |
| 1977/78   | Irmtraud Schupp       | TTC Olympia Koblenz        | Johannes Marxen      | SV Ruwer                  |
| 1978/79   | Irmtraud Schupp       | TTC Olympia Koblenz        | H.-J. Hackenberg     | TTC Grenzau               |
| 1979/80   | Hannelore Dillenberge | TuS Himmighofen            | Manfred Baum         | TTC Grenzau               |
| 1980/81   | Lieselotte Marquenie  | MJC Trier                  | Manfred Baum         | TTC Grenzau               |
| 1981/82   | Hannelore Dillenberge | TuS Himmighofen            | Manfred Baum         | TTC Grenzau               |
| 1982/83   | Hannelore Dillenberge | TuS Himmighofen            | Heiner Lammers       | TTC Grenzau               |
| 1983/84   | Karin Zentis          |                            | Markus Fischer       | TTC Grenzau               |
| 1984/85   | Hannelore Dillenberge | SV Seenplatte              | Eike Ziegler         | TVB Nassau                |
| 1985/86   | Petra Neust           | TTC Grenzau                | H.-D. Buchenau       | TTC Grenzau               |
| 1986/87   | Antje Bauer           | TB Andernach               | Roland Büttner       | TTC Grenzau               |
| 1987/88   | Antje Bauer           | TB Andernach               | Ralf Dierdorf        | TVB Nassau                |
| 1988/89   | Melanie Jost          | TuS Rhaunen                | Lars Britscho        | TTC Grenzau               |
| 1989/90   | Antje Bauer           | TB Andernach               | Klaus Schopmanns     | TTC Grenzau               |
| 1990/91   | Petra Steyer          | TTV Andernach              | Bardo Peters         | TVB Nassau                |
| 1991/92   | Melanie Jost          | TTV Andernach              | Markus Hildebrandt   | TVB Nassau                |
| 1992/93   | Petra Steyer          | TTV Andernach              | Oliver Keiling       | TTC Zugbrücke Grenzau     |
| 1993/94   | Melanie Jost          | TTV Andernach              | Lars Britscho        | TTC Zugbrücke Grenzau     |
| 1994/95   | Tina Fritz            | TTV Andernach              | Markus Hildebrandt   | TVB Nassau                |
| 1995/96   | Annette Klein         | TTV Andernach              | Markus Schäfer       | TVB Nassau                |
| 1996/97   | Annette Klein         | TTV Andernach              | Andreas Bäcker       | TVB Nassau                |
| 1997/98   | Annette Klein         | TTV Andernach              | Benjamin Gerold      | TTC Zugbrücke Grenzau     |
| 1998/99   | Cornelia Silbereisen  | SV Winterwerb              | Andre Britscho       | TTC Zugbrücke Grenzau     |
| 1999/00   | Julia Minor           | SV Winterwerb              | Daniel Sporcic       | VFL Höhr-Grenzhausen      |
| 2000/01   | Julia Minor           | SV Winterwerb              | Benjamin Bator       | TTC Zugbrücke Grenzau     |
| 2001/02   | Bettina Müller        | SV Winterwerb              | Daniel Sporcic       | TTC Zugbrücke Grenzau     |
| 2002/03   | Katharina Lauchhart   | FSV Kroppach               | Dominik Weirauch     | VfR Simmern               |
| 2003/04   | Julia Hilgert         | TuS Kehrig                 | Markus Hildebrandt   | Bad Neuenahr/Ahrweiler    |
| 2004/05   | Sonja Lauf            | SG Kirchberg/Rh            | Markus Streicher     | VfR Simmern               |
| 2005/06   |                       |                            |                      |                           |
| 2006/07   | Marina Fankhauser     | TTF Asbacher Land          | Benjamin Bator       | TTC Zugbrücke Grenzau     |
| 2007/08   | Julia Schmitz         | TTC Mülheim/Urmitz         | Dennis Müller        | TTC Grenzau               |
| 2008/09   | Anja Schuh            | SG Kirchberg-Rh.           | Dennis Müller        | TTC Grenzau               |
| 2009/10   | Anja Schuh            | TTC Mülheim/Urmitz         | Markus Streicher     | VfR Simmern               |
| 2010/11   | Julia Schmitz         | TTC Mülheim/Urmitz         | Dennis Müller        | TTC Zugbrücke Grenzau     |
| 2011/12   | Nadine Buchholz       | TV Rübenach                | Dennis Müller        | TTC Grenzau               |
| 2012/13   | Annika Feltens        | TTC Mülheim/Urmitz/Bahnhof | Sporcic Daniel       | TTC Wirges                |
| 2013/14   | Annika Feltens        | TTC Mülheim/Urmitz/Bahnhof | Christopher Simonis  | TVB Nassau                |
| 2014/15   | Annika Feltens        | TTC Mülheim/Urmitz/Bahnhof | Christian Güll       | TTC Wirges                |
| 2015/16   | Annika Feltens        | TTC Mülheim/Urmitz/Bahnhof | Yannick Schneider    | TuS Weitefeld-Langenbach  |
| 2016/17   | Annika Feltens        | TTC Mülheim/Urmitz/Bahnhof | Georg-Zsolt Böhm     | TV 1860 Nassau            |

Seit der Saison 2017/18 werden die Rheinlandranglisten zusammen mit dem Rheinhessischen Tischtennisverband als R.TTV R. Top 16 ausgetragen. Es gab dabei folgende Sieger:
| Spielzeit | Frauen-Einzel   | Verein                     | Männer-Einzel    | Verein                |
| --------- | --------------- | -------------------------- | ---------------- | --------------------- |
| 2017/18   | Layla Eckmann   | TTC Mülheim/Urmitz/Bahnhof | Dennis Müller    | 1. FSV Mainz 05       |
| 2018/19   | Meng Li         | TTC Mülheim/Urmitz/Bahnhof | Jonas Christmann | TG Wallertheim        |
| 2019/20   | Theresa Ströher | Spfr. Höhr-Grenzhausen     | Marco Gottwald   | RSV Klein-Winternheim |
| 2020/21   | ausgefallen     | ausgefallen                | ausgefallen      | ausgefallen           |